# Městské opevnění (Moravská Třebová)
Městské opevnění Moravské Třebové bylo středověké opevnění města Moravská Třebová se dvěma pásmy hradebních zdí. Vnitřní zeď byla vyšší, vnější nižší, s 11 baštami a věžemi městských bran. Zachovány jsou nesouvislé úseky zdiva, částečně i ve zdech přistavěných domů, s ojediněle dochovanými zbytky bašt a terénní konfigurace.
V jihovýchodní části hradeb byl původně hrad, později přestavěný na renesanční zámek. Opevnění vzniklo v 16. století. Jeho pozůstatky jsou od roku 1967 zapsány do státního seznamu kulturních památek.

## Dochované části
Dodnes se dochovaly tři bašty, z toho dvě se sedlovou střechou v ulici Farní a Marxova. Třetí se dochovala neomítnutá bašta se střílnovými okénky v Komenského ulici. Hradební zdi se dochovaly v podobě nesouvislých pásem, nebo ve zdech přistavěných domů. Městské brány se nedochovaly, zanikly už v 18. století.

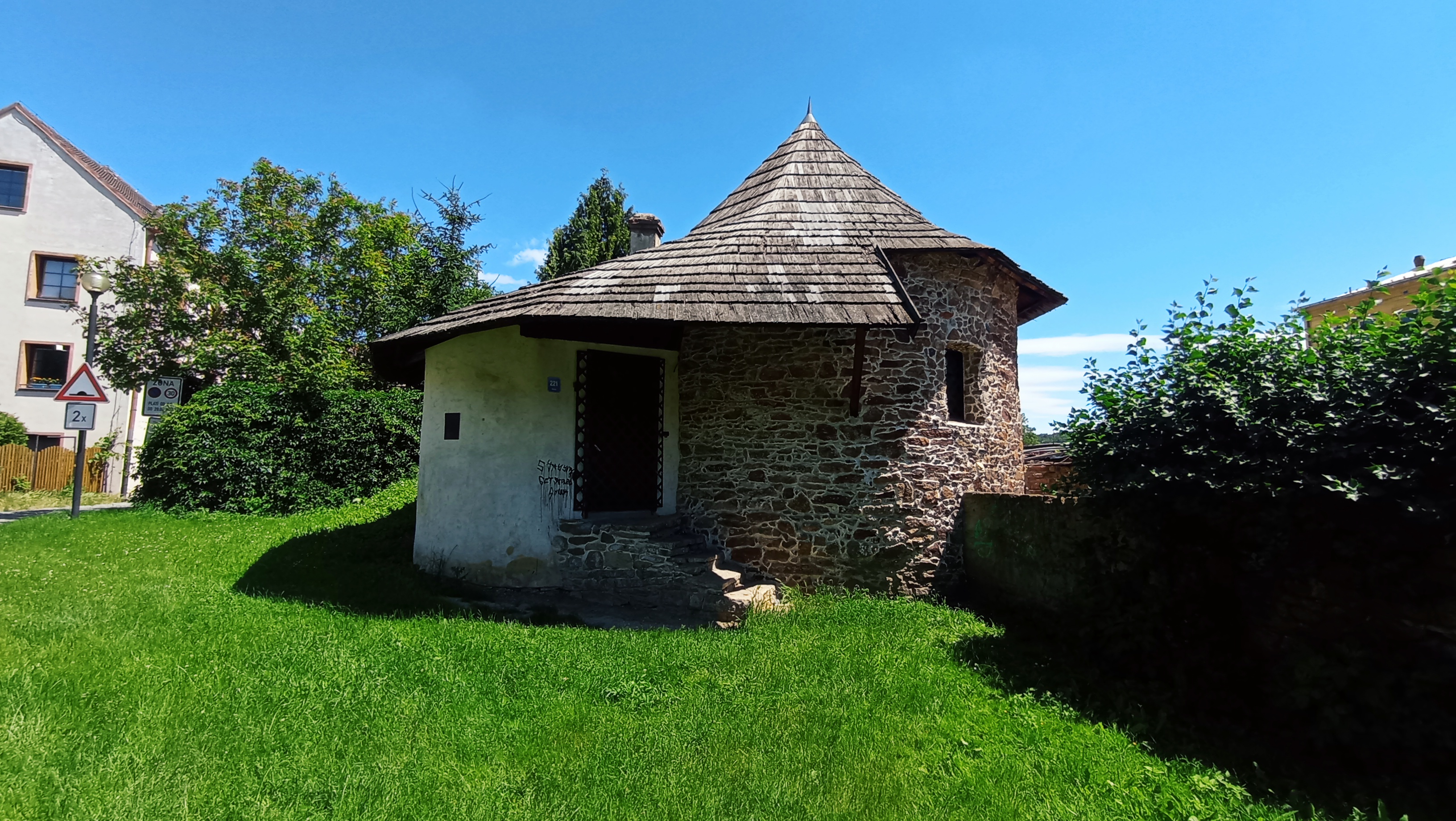
Zachovalá bašta na Farní ulici (poloha v mapce)